# Епархия Асторги
Епархия Асторги (лат. Dioecesis Asturicensis, исп. Diócesis de Astorga) — католическая епархия латинского обряда в Испании.
Центр епархии — город Асторга. Территории епархии покрывает часть провинции Леон и часть провинции Самора.

## История
Епархия Асторги относится к числу древнейших в Испании, существуют свидетельства о существовании христианской епархии в Asturica Augusta (римское название города) в середине III века. Епархия Асторги была представлена на Эльвирском соборе, первом христианском соборе на территории современной Испании, состоявшемся в начале IV века.
В вестготский период епархия Асторги была попеременно суффраганом митрополий в Луго и в Браге. Представители Асторги участвовали в Толедских соборах и прочих церковных соборах вестготского периода. Последним известным вестготским епископом Асторги был Аурелио (693 год). В 711 году началось вторжение арабов на Пиренеи, Асторга, как и почти весь полуостров, была захвачена, и епархия прекратила существование. Впрочем на севере Испании процесс Реконкисты начался почти сразу после арабского завоевания благодаря сумевшему сохранить независимость королевству Астурия. При короле Альфонсо I Асторга была отвоёвана у мусульман, что привело к восстановлению христианской епархии. Формально епархия была восстановлена в 747 году, однако реальное заселение почти полностью обезлюдевших земель началось только в IX веке.

## Современное состояние
С 1954 года епархия является суффраганной епархией для митрополии Овьедо. Кафедральный собор епархии — Собор Успения Пресвятой Богородицы. Храму Пресвятой Богородицы в городе Понферрада присвоен почётный статус малой базилики.
По данным на 2015 год епархия насчитывала 250 075 католиков, 970 приходов и 208 священников.